# Agoncillo
Agoncillo es un municipio situado en la comunidad autónoma de La Rioja (España) compuesto por Agoncillo, el barrio de Recajo y el lugar de San Martín de Berberana. El Aeropuerto de Logroño-Agoncillo, el único de la comunidad y con apenas tráfico aéreo, se sitúa dentro de su término municipal. Dispone también de dos estaciones de tren, un apeadero y una acceso a la AP-68.
De los 34,73 km² de superficie (3473 ha), 1682 hectáreas son terrenos cultivables, con 552 de regadío y 1130 de secano. La superficie urbana comprende la villa de Agoncillo, el poblado de Recajo y los caseríos y bodegas de la Atalayuela y el Olivar y el exclave de San Martín de Berberana que se encuentra entre los municipios de Arrubal y Alcanadre
En 1953 se segregó del municipio de Agoncillo, para formar un municipio independiente, la villa de Arrúbal, un pueblo de colonos que compraron las tierras que trabajaban y que eran propiedad del marqués de Santillana. Se interrumpió la continuidad del municipio de Agoncillo, que ahora tiene un exclave con las tierras y casar de San Martín de Berberana.

## Geografía
Integrado en la comarca de Rioja Media, se sitúa a 14 kilómetros de Logroño. El término municipal está atravesado por la Autopista Vasco-Aragonesa (AP-68) y por la carretera N-232, entre los pK 387-389 y 391-398, además de por la carretera provincial LR-261, que conecta con Murillo de Río Leza
El relieve del municipio es predominantemente llano, de tipo sedimentario, definido por los valles del río Leza y del Ebro, el primero de los cuales desemboca en el segundo al norte del territorio. El río Ebro hace de límite municipal por el norte con Navarra. Cuenta además con algunas elevaciones aisladas como son el Alto de la Cadena (473 m) o la Plana de Cuestarrón (501 m). Al noroeste, en una zona muy llana, se extiende el aeropuerto de Logroño-Agoncillo. La altitud oscila entre los 501 m al sureste (Plana de Cuestarrón) y los 336 m al noreste, a orillas del Ebro. El pueblo se alza a 346 m sobre el nivel del mar. 
| Noroeste: Viana (Logroño)     | Norte: Viana (Navarra) y Mendavia (Navarra) | Noreste: Mendavia (Navarra)  |
| Oeste: Logroño                |                                             | Este: Arrúbal                |
| Suroeste: Murillo de Río Leza | Sur: Murillo de Río Leza                    | Sureste: Murillo de Río Leza |

El exclave de San Martín de Berberana limita con Arrúbal, Mendavia, Murillo de Río Leza y Alcanadre.

### Clima
De acuerdo a la clasificación climática de Köppen, Algoncillo tiene un clima oceánico (Cfb).
| Parámetros climáticos promedio de observatorio del Aeropuerto de Logroño-Agoncillo (municipio de Agoncillo) (353 m s. n. m.) (Periodo de referencia: 1991-2020, extremos: 1948-presente) | Parámetros climáticos promedio de observatorio del Aeropuerto de Logroño-Agoncillo (municipio de Agoncillo) (353 m s. n. m.) (Periodo de referencia: 1991-2020, extremos: 1948-presente) | Parámetros climáticos promedio de observatorio del Aeropuerto de Logroño-Agoncillo (municipio de Agoncillo) (353 m s. n. m.) (Periodo de referencia: 1991-2020, extremos: 1948-presente) | Parámetros climáticos promedio de observatorio del Aeropuerto de Logroño-Agoncillo (municipio de Agoncillo) (353 m s. n. m.) (Periodo de referencia: 1991-2020, extremos: 1948-presente) | Parámetros climáticos promedio de observatorio del Aeropuerto de Logroño-Agoncillo (municipio de Agoncillo) (353 m s. n. m.) (Periodo de referencia: 1991-2020, extremos: 1948-presente) | Parámetros climáticos promedio de observatorio del Aeropuerto de Logroño-Agoncillo (municipio de Agoncillo) (353 m s. n. m.) (Periodo de referencia: 1991-2020, extremos: 1948-presente) | Parámetros climáticos promedio de observatorio del Aeropuerto de Logroño-Agoncillo (municipio de Agoncillo) (353 m s. n. m.) (Periodo de referencia: 1991-2020, extremos: 1948-presente) | Parámetros climáticos promedio de observatorio del Aeropuerto de Logroño-Agoncillo (municipio de Agoncillo) (353 m s. n. m.) (Periodo de referencia: 1991-2020, extremos: 1948-presente) | Parámetros climáticos promedio de observatorio del Aeropuerto de Logroño-Agoncillo (municipio de Agoncillo) (353 m s. n. m.) (Periodo de referencia: 1991-2020, extremos: 1948-presente) | Parámetros climáticos promedio de observatorio del Aeropuerto de Logroño-Agoncillo (municipio de Agoncillo) (353 m s. n. m.) (Periodo de referencia: 1991-2020, extremos: 1948-presente) | Parámetros climáticos promedio de observatorio del Aeropuerto de Logroño-Agoncillo (municipio de Agoncillo) (353 m s. n. m.) (Periodo de referencia: 1991-2020, extremos: 1948-presente) | Parámetros climáticos promedio de observatorio del Aeropuerto de Logroño-Agoncillo (municipio de Agoncillo) (353 m s. n. m.) (Periodo de referencia: 1991-2020, extremos: 1948-presente) | Parámetros climáticos promedio de observatorio del Aeropuerto de Logroño-Agoncillo (municipio de Agoncillo) (353 m s. n. m.) (Periodo de referencia: 1991-2020, extremos: 1948-presente) | Parámetros climáticos promedio de observatorio del Aeropuerto de Logroño-Agoncillo (municipio de Agoncillo) (353 m s. n. m.) (Periodo de referencia: 1991-2020, extremos: 1948-presente) |
| Mes | Ene. | Feb. | Mar. | Abr. | May. | Jun. | Jul. | Ago. | Sep. | Oct. | Nov. | Dic. | Anual |
| --- | --- | --- | --- | --- | --- | --- | --- | --- | --- | --- | --- | --- | --- |
| Temp. máx. abs. (°C) | 22.3 | 23.1 | 28.8 | 31.2 | 37.6 | 42.2 | 42.8 | 43.3 | 39.0 | 31.4 | 27.4 | 21.4 | 43.3 |
| Temp. máx. media (°C) | 10.4 | 12.3 | 16.3 | 18.6 | 22.8 | 27.5 | 30.4 | 30.5 | 25.9 | 20.5 | 14.0 | 10.5 | 20.0 |
| Temp. media (°C) | 6.3 | 7.3 | 10.4 | 12.5 | 16.3 | 20.5 | 23.0 | 23.1 | 19.3 | 14.8 | 9.6 | 6.6 | 14.2 |
| Temp. mín. media (°C) | 2.2 | 2.2 | 4.5 | 6.4 | 9.8 | 13.5 | 15.7 | 15.7 | 12.8 | 9.1 | 5.2 | 2.7 | 8.3 |
| Temp. mín. abs. (°C) | -11.6 | -9.6 | -8.8 | -3.6 | 0.6 | 2.7 | 7.2 | 6.2 | 3.0 | -1.2 | -8.2 | -11.6 | -11.6 |
| Precipitación total (mm) | 36 | 27 | 36 | 43 | 45 | 44 | 32 | 20 | 31 | 37 | 47 | 36 | 433 |
| Días de precipitaciones (≥ 1 mm) | 6.8 | 5.7 | 5.9 | 6.9 | 7.4 | 5.5 | 3.7 | 3.3 | 4.4 | 6.4 | 7.4 | 6.4 | 69.6 |
| Días de nevadas (≥ 0.01 mm) | 1.1 | 1.8 | 0.7 | 0.1 | 0.0 | 0.0 | 0.0 | 0.0 | 0.0 | 0.0 | 0.2 | 0.7 | 4.7 |
| Horas de sol | 108 | 139 | 198 | 210 | 239 | 282 | 322 | 298 | 231 | 170 | 111 | 99 | 2411 |
| Humedad relativa (%) | 78 | 72 | 65 | 63 | 60 | 56 | 53 | 55 | 62 | 72 | 77 | 80 | 66 |
| Fuente: Agencia Estatal de Meteorología | | | | | | | | | | | | | |

## Historia
Se cree que el nombre de la localidad proviene de un antiguo asentamiento celtíbero denominado Egón situado en las inmediaciones. Agoncillo sería un diminutivo del término anterior (Egon-ciello).
Los vestigios más antiguos encontrados en el municipio consisten en un enterramiento tumular en lo alto de la Atalayuela (monte de más de 420 m s. n. m. situado al sur del pueblo y en cuya falda norte está ubicado el barrio de las Bodegas), con unos 60 individuos dispuestos en posición fetal y con la cabeza orientada hacia el sur, con ajuares de la llamada Cultura Campaniforme, datado en el Eneolítico (hacia 2000-1500 a. C.) y excavado en el verano de 1970. A principios del siglo XIX se encontró, al sureste del municipio (término de Barbarés), varios miliarios de la época romana (en la actualidad alguno de ellos se encuentra en la iglesia parroquial) que han sido fechados en el siglo III d. C., pertenecientes a la calzada romana que discurría entre Cesaraugusta (Zaragoza) y Virovesca (Briviesca). Por último, a principios del siglo XX, durante la construcción de la Base Aérea de Recajo, aparecieron en la Dehesa de Aracanta inscripciones y restos de una villa bajo imperial, relacionada con la mansio de Barbariana, citada en el Itinerario de Antonino.
En 1334, Alfonso XI el Justiciero, rey de Castilla y León, encontrándose en Agoncillo, ordenó degollar a Juan Alfonso de Haro, señor de los Cameros, acusado de traición por instar a la rebelión a Don Juan Manuel y a Juan Núñez de Lara IV, además de por apropiarse de los fondos que el rey le había entregado para que acudiera junto con sus mesnadas al cerco de Gibraltar, al que el señor de los Cameros no acudió. La ejecución de Juan Alfonso de Haro se llevó a cabo en Agoncillo.

## Bandera
La bandera está cortada en dos franjas iguales y pegado al mástil, un jirón de arriba abajo. La primera de gules, la segunda de azur, el jirón de oro. Sobre campo de oro, el escudo de la villa de Agoncillo centrado.
Color azul: Color recogido en la parte siniestra del escudo cortado de la villa de Agoncillo. Representación cromática del río. Simboliza en heráldica: Justicia, celo, verdad, caridad, lealtad, hermosura.
Color rojo: Color incorporado en la parte diestra del escudo cortado de la villa de Agoncillo. Esmalte del campo del escudo de los Medrano. Representación cromática de los enfrentamientos entre los dos reinos fronterizos. Simboliza en heráldica: Victoria, osadía, alteza, ardid. Conceptos inscritos su trayectoria histórica.
Color amarillo: Recogido en el castillo que en campo de azur se encuentra en el escudo de la Villa de Agoncillo. Representación cromática del castillo. Simboliza en heráldica: Nobleza, magnanimidad, riqueza, poder, luz, constancia, sabiduría.

## Demografía
Cuenta con una población de 1314 habitantes (INE 2024).
| Gráfica de evolución demográfica de Agoncillo entre 1842 y 2021 |
| |
| Población de derecho según los censos de población del INE. Población de hecho según los censos de población del INE.En 1897 crece el término del municipio porque incorpora a Arrúbal. En 1952 disminuye el término del municipio porque independiza a Arrúbal. |

Entre 1887 y 1897, crece el término del municipio porque incorpora a Arrúbal. Desde entonces el municipio no para de crecer gracias a su boyante economía, basada tanto en la agricultura como en la industria.
Entre 1950 y 1960, disminuye la población del municipio porque independiza a Arrúbal.
A pesar del éxodo generalizado del mundo rural durante los años 70 y 80, Agoncillo consigue mantener su población, tanto por su cercanía con Logroño como por la creación del polígono industrial del Sequero. En los 90 sufre un gran descenso de su población pero gracias a las razones anteriormente expuestas desde el 2000 no ha hecho más que aumentar su población.

### Población por núcleos
Desglose de población según el Padrón Continuo por Unidad Poblacional del INE.
| Núcleos                 | Habitantes (2014) | Varones | Mujeres | Notas      |
| ----------------------- | ----------------- | ------- | ------- | ---------- |
| Agoncillo               | 1041              | 587     | 454     |            |
| Recajo                  | 132               | 75      | 57      |            |
| San Martín de Berberana | 0                 | 0       | 0       | Despoblado |

## Administración y política
| Periodo   | Nombre                      | Partido |
| --------- | --------------------------- | ------- |
| 1979-1983 | José Zorzano Jiménez        | UCD     |
| 1983-1987 | Antonio Zorzano Reboiro     | PRP     |
| 1987-1991 | Pablo Llanos García         | PSOE    |
| 1991-1995 | Pablo Llanos García         | PSOE    |
| 1995-1999 | Pablo Llanos García         | PSOE    |
| 1999-2003 | Pablo Llanos García         | PSOE    |

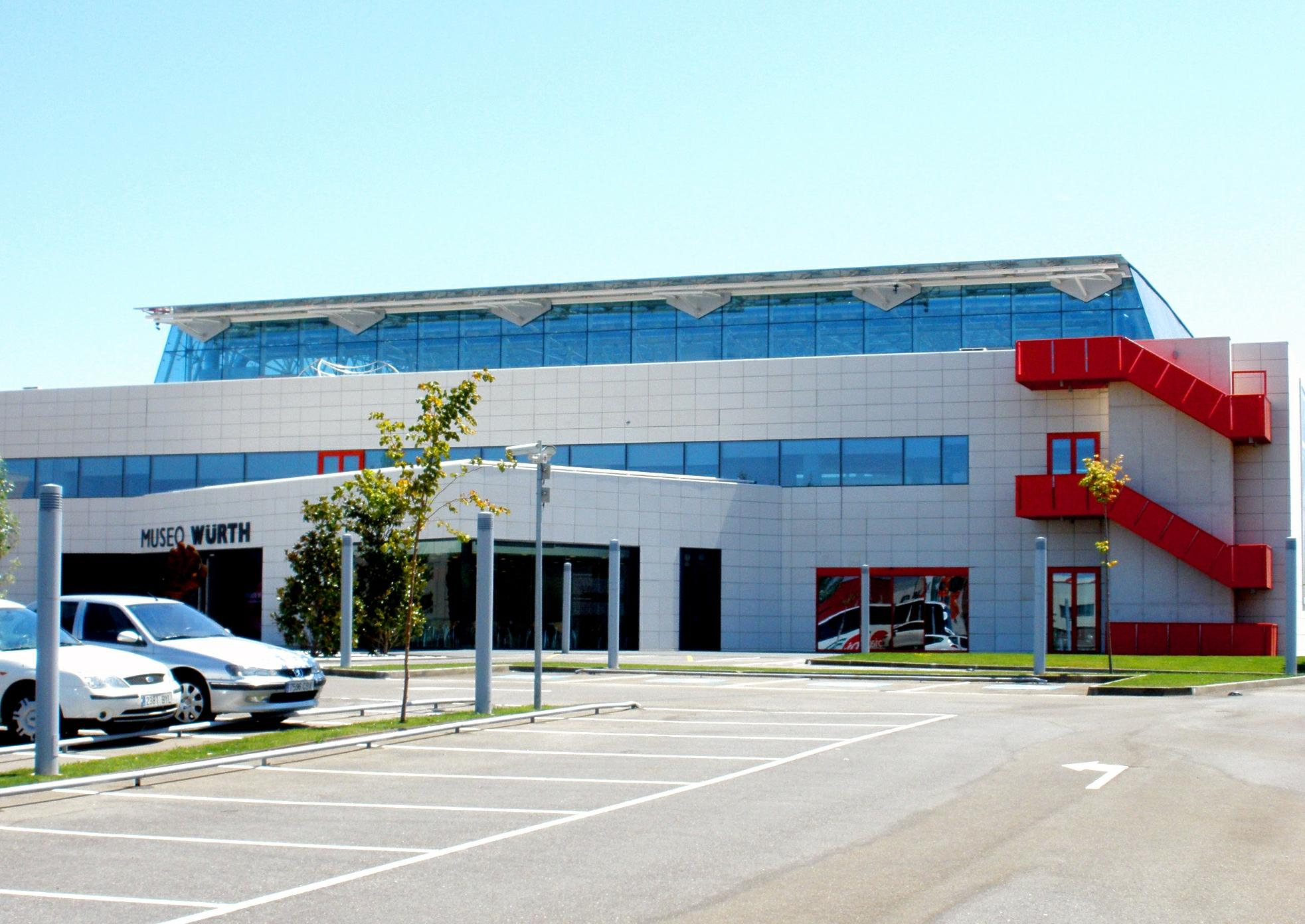
Museo Würth La Rioja.

| 2003-2007 | José Antonio Pascual Sáenz  | PR      |
| 2007-2011 | José Antonio Pascual Sáenz  | PR      |
| 2011-2015 | Eduardo Ángel Fontecha Soto | PSOE    |
| 2015-2019 | Eduardo Ángel Fontecha Soto | PSOE    |
| 2019-2023 | Encarnación Fuertes Reboiro | PP      |
| 2023-act. | Encarnación Fuertes Reboiro | PP      |

Desde 1991 a 1999 el PSOE gobernaba con mayoría absoluta. Sin embargo ese 1999 marca un punto de inflexión en la intención de voto del municipio puesto que, en la siguiente convocatoria electoral, el PR y el PP logran el gobierno del ayuntamiento agoncillano, refrendándose este cambio de tendencia de voto en las elecciones de 2007 con la mayoría absoluta del PR.
En 2007 el Partido Riojano, quien ya gobernaba el municipio en coalición con el Partido Popular, logró la mayoría absoluta con 5 escaños, frente a los 3 del PSOE y 1 del PP.
En las elecciones municipales 2011 se presentaron 4 candidaturas: PP, PSOE, PR y Grupo Independiente de Agoncillo. El PP ganó las elecciones, pero la coalición entre PSOE y el Grupo Independiente (GIA) obtuvo la alcaldía para el PSOE.
En las elecciones de 2015 ganó por mayoría absoluta el PSOE, pasando a tener este 6 concejales y 3 el PP.
En las elecciones de 2019 se presentaron PP, PSOE y Grupo Independiente. PSOE bajó a 4 concejales, PP subió a 4 concejales y el Grupo Independiente obtuvo 1 concejal. PP y GIA se unieron y desde ese año gobierna el Partido Popular con la primera alcaldesa en su historia, Encarna Fuertes Reboiro.

## Economía

### Evolución de la deuda viva
El concepto de deuda viva contempla sólo las deudas con cajas y bancos relativas a créditos financieros, valores de renta fija y préstamos o créditos transferidos a terceros, excluyéndose, por tanto, la deuda comercial.
| Gráfica de evolución de la deuda viva del ayuntamiento entre 2008 y 2014                             |
| |
| Deuda viva del ayuntamiento en miles de Euros según datos del Ministerio de Hacienda y Ad. Públicas. |

## Lugares de interés
- Museo Würth La Rioja

Inaugurado en 2007 en el polígono industrial El Sequero, junto al Centro Logístico de la multinacional alemana Würth en Agoncillo, exhibe fondos pictóricos y escultóricos de las colecciones Würth de España y Alemania. Se trata del más destacado edificio de arquitectura vanguardista en La Rioja y de uno de los más interesantes museos de arte contemporáneo del norte de España.
- Puente romano sobre el río Leza

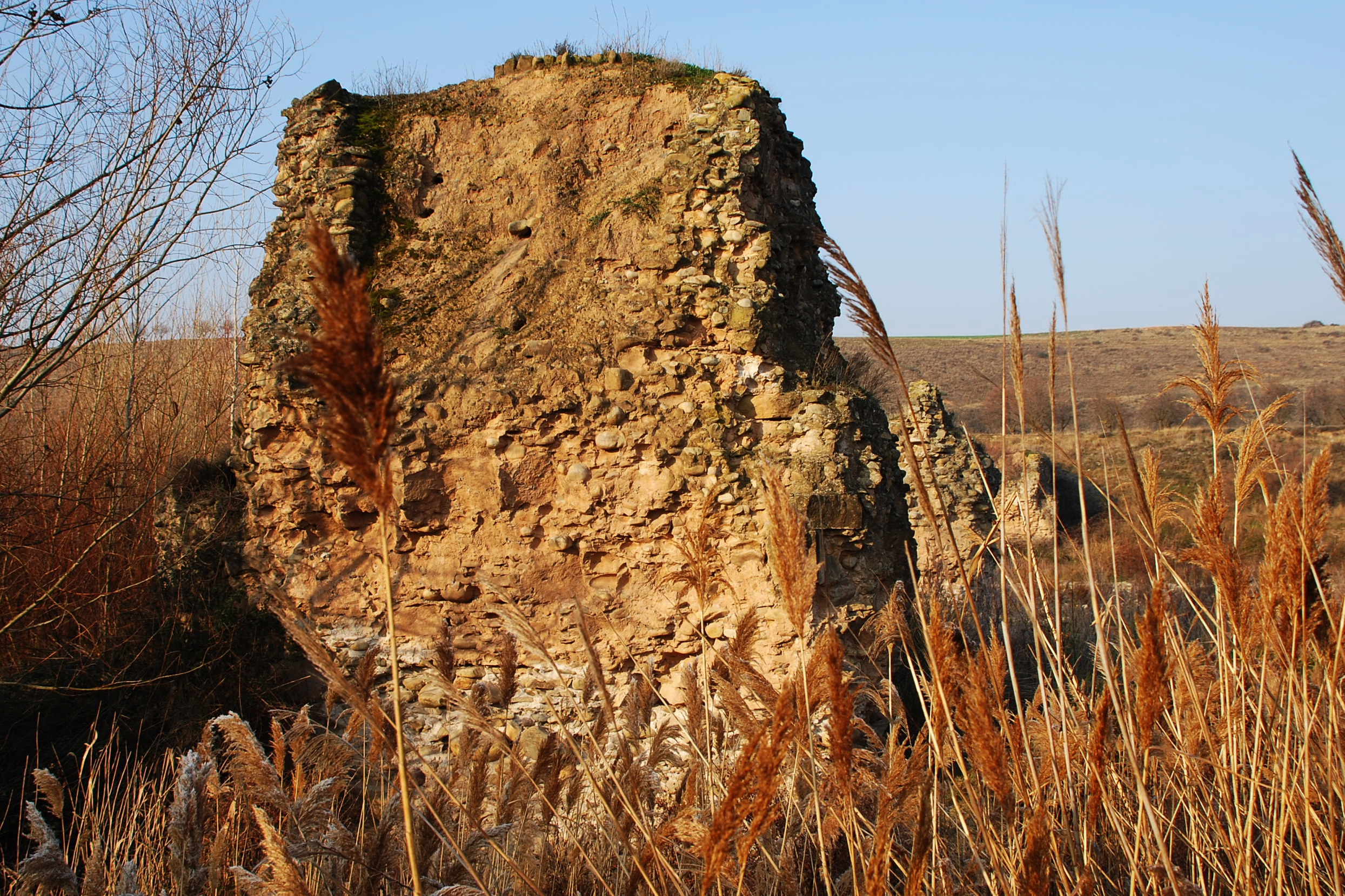
Restos del puente romano

Las ruinas de un puente sobre el Río Leza, de ocho ojos de los que apenas quedan los dos estribos y las tres cepas de los pilares más próximos a la orilla derecha del río, fueron declaradas Monumento Histórico Artístico nacional el 19 de octubre de 1981, código (R.I.) 51-0004524-00000. Está situado al sur del municipio no lejos de su frontera con el vecino municipio de Murillo de Río Leza, en el paraje conocido como "Puente Caído". No está clara su adscripción a la tipología romana, ni su pertenencia a la vía romana que unía Cesaraugusta (Zaragoza) con Vareia (Varea, entidad menor de población del municipio de Logroño) de la cual se encontraron miliarios a principios del siglo XIX, que se encuentran en la actualidad en la iglesia parroquial. Investigaciones recientes sitúan la construcción del puente y su inmediata destrucción a mediados del siglo XVIII, bajo el impulso general que, durante la Ilustración, las Sociedades Económicas de Amigos del País imprimieron al comercio y a la mejora de las vías de comunicación en España. 
- Castillo de Aguas Mansas

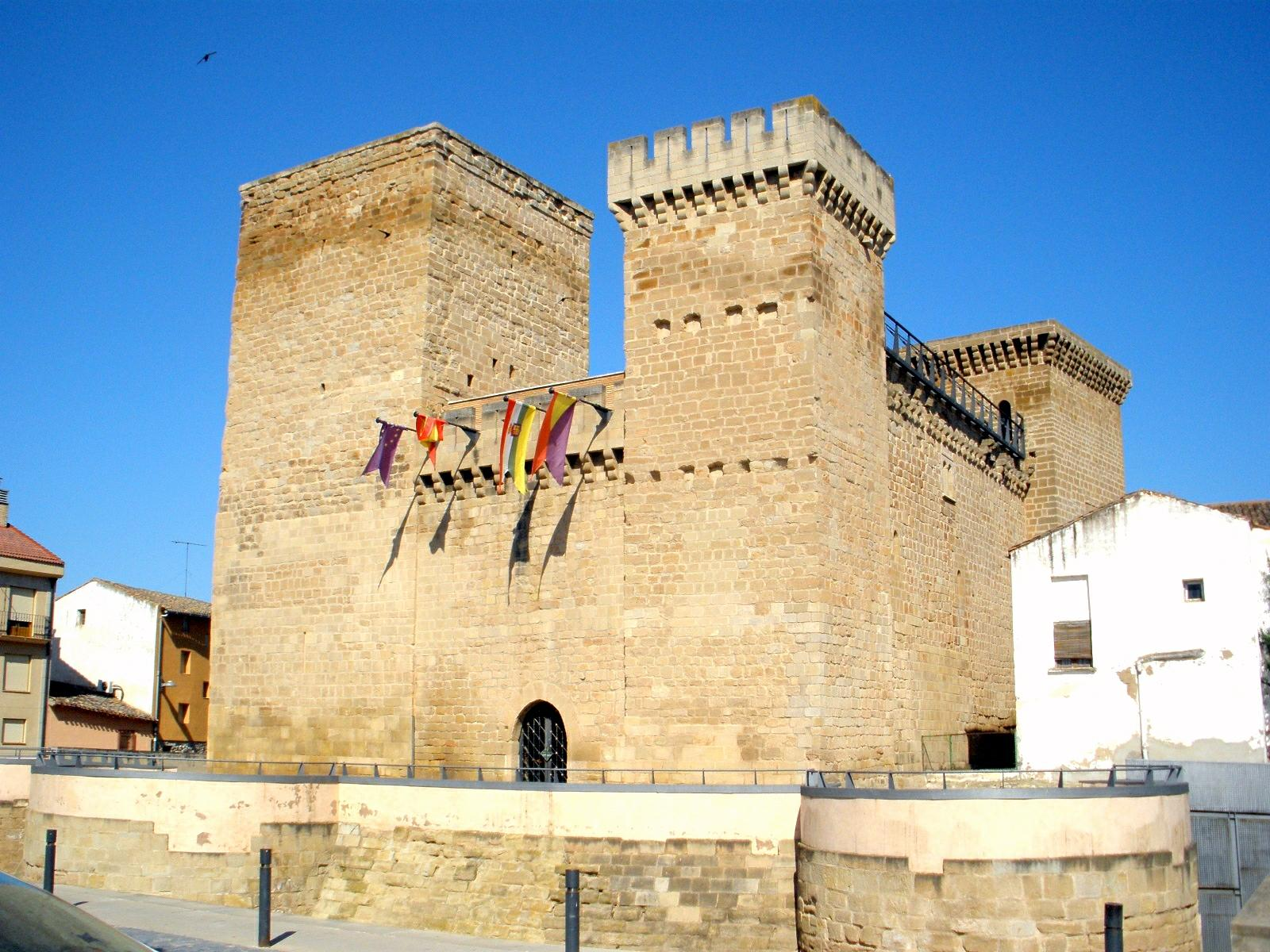
Aspecto del Castillo de Aguas Mansas.

El Castillo de Aguas Mansas fue construido durante los siglos XIII y XIV y fue declarado Monumento Histórico Artístico nacional el 9 de marzo de 1983, código (R.I.) 51-0004824-00000. Tiene una planta rectangular con torres cuadradas en sus cuatro esquinas. El escudo de la Cruz de Calatrava aparece en la portada situada en su fachada oriental, como signo de pertenencia a la Casa de los Medrano. En la actualidad sus dependencias restauradas están ocupadas por el Ayuntamiento de la villa.

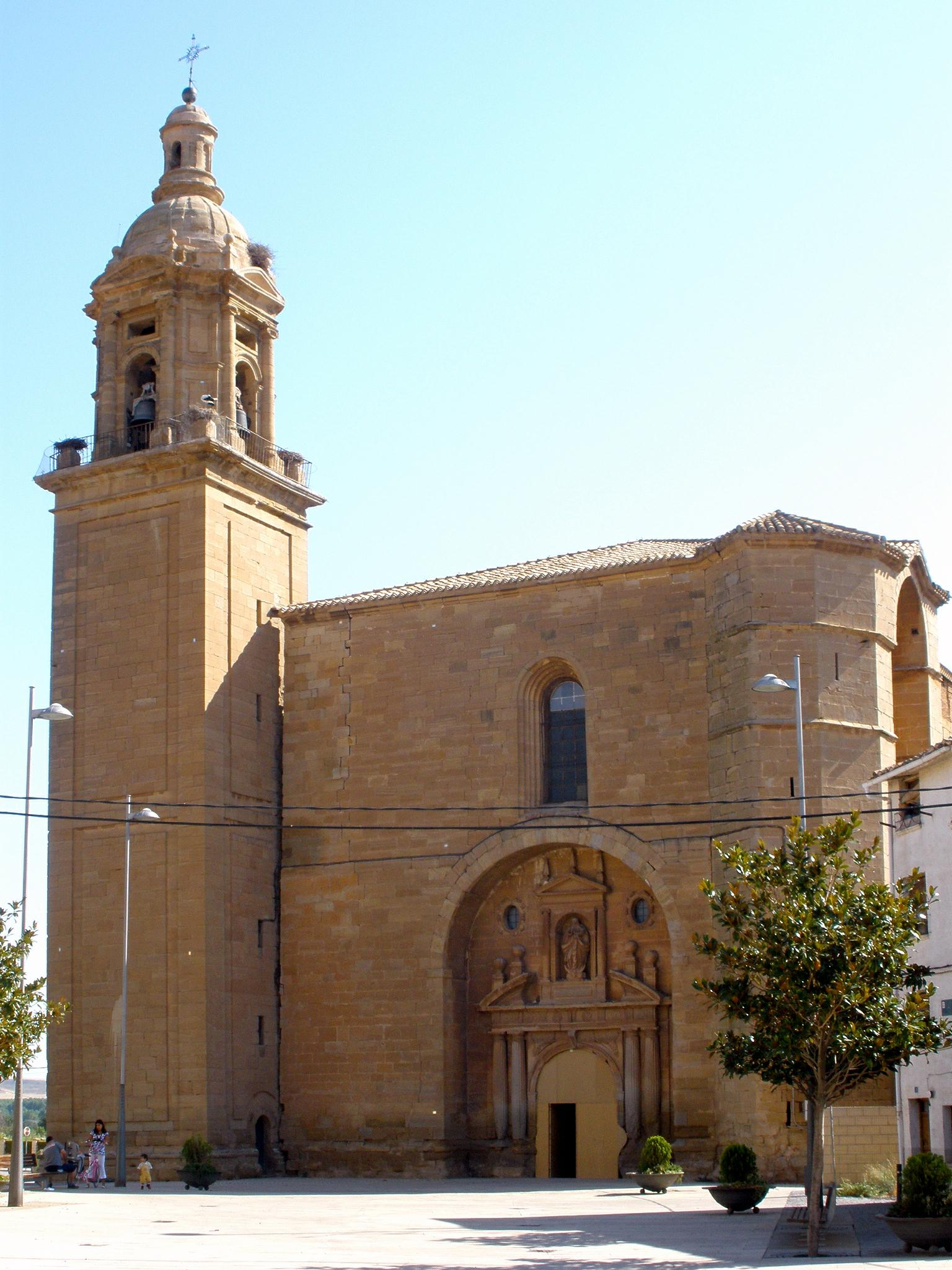
Iglesia parroquial de Nuestra Señora la Blanca.

- Iglesia Parroquial de Nuestra Señora la Blanca

La iglesia parroquial de Agoncillo fue construida en tres etapas diferenciadas. La primera etapa, es de fecha desconocida, aunque en una inscripción de un muro aparece el siguiente lema: "Acabose la presente obra / lunes a XXV días del mes de marzo / de mill dxxxvi años". Contiene la capilla de Santa Bárbara, construida en 1777. Fue declarada Monumento Histórico Artístico nacional el 26 de febrero de 1982, código (R.I.) 51-0004606-00000.

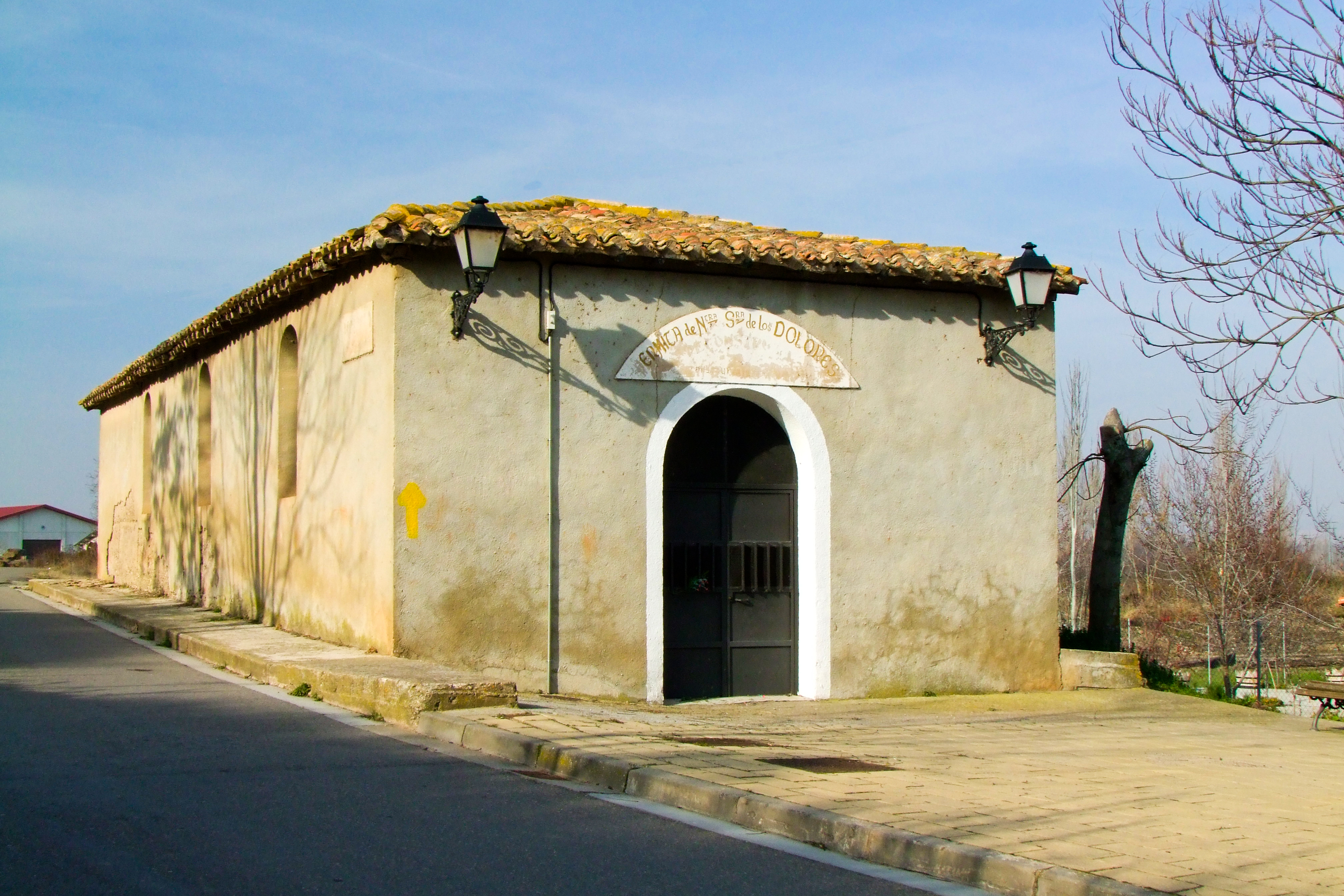
Ermita de Nuestra Señora de los Dolores.

- Ermita de Nuestra señora de los Dolores

Contiene un pequeño retablo del siglo XVIII, con la imagen del mismo nombre.
- Yacimientos de Velilla de Aracanta

Los restos encontrados en varias campañas arqueológicas desde el año 2000 parecen indicar que sería un lugar donde hubo dos ocupaciones romanas, además de un asentamiento medieval del siglo XII, despoblado a mediados del siglo XV.

## Fiestas y tradiciones
Las festividades más importantes son:
- San Roque y La Virgen: son las fiestas patronales, entre el 15 y 16 de agosto.
- 'Santa Águeda': fiestas de quintos (primer fin de semana de febrero).
- San Roquillo: también fiestas patronales, el fin de semana del primer domingo de septiembre.
- Se suele realizar también una representación del belén viviente por Navidad.